# Selección de rugby de Fiyi
La selección de rugby de Fiyi representa al país en las competiciones oficiales de rugby masculino. Al igual que las selecciones de Tonga, Samoa y los poderosos All Blacks de Nueva Zelanda, la selección de Fiyi realiza antes de sus partidos su propia danza guerrera al estilo del haka denominada cibi, usada desde el año 1939, aunque sus orígenes se remontan a la época en que guerreaban contra sus vecinos del Pacífico.

## Reseña

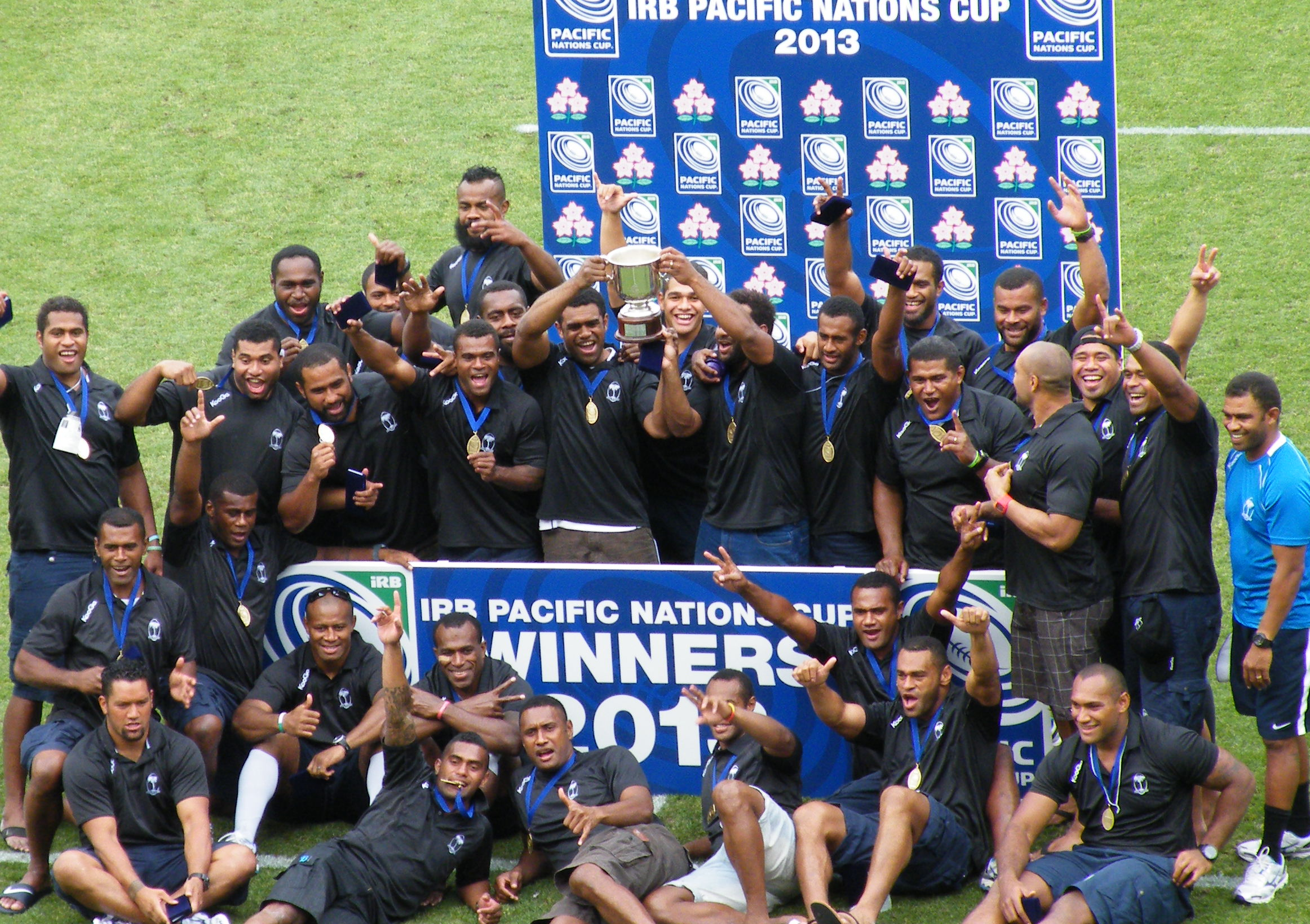
El equipo de la selección de Fiyi, campeones de la Pacific Nations Cup de 2013

Fiyi formó parte de la Pacific Islands Rugby Alliance (PIRA) que agrupó además a las federaciones de Samoa y Tonga.
Ha aumentado su potencial de rugby gracias a grandes resultados obtenidos en la Copa del Mundo de 2007, en la que, a pesar del tamaño relativamente pequeño del país, consiguió eliminar a Gales derrotándola 38 - 34 para lograr un lugar en los cuartos de final (lo que teóricamente la situaba entre los ocho mejores equipos del mundo) y luego haciendo una gran labor en su derrota con el posterior campeón Sudáfrica, que les derrotaron 37 - 20.
Es uno de los pocos países en los que el rugby es el deporte principal. Hay aproximadamente 80 000 jugadores registrados, de una población total de alrededor de 950 000. Uno de los problemas de Fiyi es conseguir que sus jugadores jueguen para el país puesto que muchos tienen contratos en Europa o en equipos del Super Rugby, donde tienen mejores ganancias. Los salarios repatriados de sus estrellas que juegan en ultramar se han convertido en parte importante de algunas economías locales. Además, un número significativo de jugadores que podrían ser elegidos para jugar por Fiyi acaban representando a Australia o Nueva Zelanda. Dos ejemplos notables son los nacidos en Fiyi, pero criados en Nueva Zelanda Joe Rokocoko y Sitiveni Sivivatu y el wing australiano Lote Tuqiri.
Ha ganado la mayor parte de los campeonatos Pacific Tri Nations y Pacific Nations Cup de los tres equipos participantes. Fiyi tiene saldo positivo en sus enfrentamientos ante Samoa y Tonga, sus rivales del Pacífico, al igual que con Japón. En tanto, obtuvo victorias ante Australia, Gales, Escocia, Italia, Francia, Inglaterra y Argentina, y perdió todos sus partidos ante Nueva Zelanda, Sudáfrica, e Irlanda.
Aunque tiene un gran juego en formato de 15 jugadores, el equipo que se destaca principalmente es la selección de rugby 7, que ha logrado estar en las últimas ediciones del Seven Internacional entre los primeros puestos e incluso, ganándole a uno de los mejores equipos del mundo que es Nueva Zelanda, además de haber logrado la medalla de oro en los Juegos Olímpicos de Río 2016, siendo la primera medalla olímpica que consigue esta nación en su historia.

## Estadísticas
Abajo hay una tabla de los test matches jugados por el XV nacional de Fiyi hasta el 23 de noviembre de 2024.
| Oponente                | Jugados | Ganados | Perdidos | Empatados | % de victorias |
| ----------------------- | ------- | ------- | -------- | --------- | -------------- |
| Argentina               | 4       | 1       | 3        | 0         | 25.0%          |
| Australia               | 23      | 3       | 19       | 1         | 13.0%          |
| Barbarian F.C.          | 2       | 0       | 2        | 0         | 0.0%           |
| Bélgica                 | 1       | 1       | 0        | 0         | 100.0%         |
| British and Irish Lions | 1       | 1       | 0        | 0         | 100.0%         |
| Canadá                  | 12      | 9       | 3        | 0         | 75.0%          |
| Canadá XV               | 1       | 1       | 0        | 0         | 100.0%         |
| Chile                   | 1       | 1       | 0        | 0         | 100.0%         |
| Classic All Blacks      | 1       | 1       | 0        | 0         | 100.0%         |
| Escocia                 | 10      | 2       | 8        | 0         | 20.0%          |
| Escocia XV              | 2       | 0       | 2        | 0         | 0.0%           |
| España                  | 3       | 3       | 0        | 0         | 100.0%         |
| Estados Unidos          | 7       | 6       | 1        | 0         | 85.7%          |
| Francia                 | 11      | 1       | 10       | 0         | 9.0%           |
| Francia XV              | 1       | 0       | 1        | 0         | 0.0%           |
| Gales                   | 15      | 2       | 12       | 1         | 13.3%          |
| Gales XV                | 3       | 0       | 3        | 0         | 0.0%           |
| Georgia                 | 8       | 6       | 1        | 1         | 75.0%          |
| Hong Kong               | 3       | 3       | 0        | 0         | 100.0%         |
| Inglaterra              | 9       | 1       | 8        | 0         | 10.7%          |
| Inglaterra XV           | 3       | 0       | 3        | 0         | 0.0%           |
| Irlanda                 | 6       | 0       | 6        | 0         | 0.0%           |
| Irlanda XV              | 2       | 0       | 2        | 0         | 0.00%          |
| Islas Cook              | 2       | 2       | 0        | 0         | 100.0%         |
| Islas Salomón           | 2       | 2       | 0        | 0         | 100.0%         |
| Italia                  | 12      | 6       | 6        | 0         | 50.0%          |
| Japón                   | 20      | 16      | 4        | 0         | 80.0%          |
| Māori All Blacks        | 29      | 7       | 20       | 2         | 24.1%          |
| Namibia                 | 2       | 2       | 0        | 0         | 100.0%         |
| Niue                    | 1       | 1       | 0        | 0         | 100.0%         |
| Nueva Zelanda           | 8       | 0       | 8        | 0         | 0.0%           |
| Nueva Zelanda XV        | 5       | 0       | 5        | 0         | 0.0%           |
| Papúa Nueva Guinea      | 3       | 3       | 0        | 0         | 100.0%         |
| Portugal                | 3       | 2       | 1        | 0         | 66.6%          |
| Rumania                 | 3       | 2       | 1        | 0         | 66.6%          |
| Samoa                   | 56      | 32      | 21       | 3         | 57.1%          |
| Sudáfrica               | 3       | 0       | 3        | 0         | 0.0%           |
| Tonga                   | 95      | 65      | 27       | 3         | 68.4%          |
| Uruguay                 | 4       | 3       | 1        | 0         | 75.0%          |
| Total                   | 377     | 185     | 181      | 11        | 49.07%         |

## Victorias destacadas
- Se consideran solo victorias ante naciones del Tier 1 (participantes del Seis Naciones y del Rugby Championship).

| 9 de agosto de 1952 | Australia | 15 - 17 | Fiyi | Sydney Cricket Ground, Sídney |  |

| 26 de junio de 1954 | Australia | 16 - 18 | Fiyi | Sydney Cricket Ground, Sídney |  |

| 24 de mayo de 1987 | Argentina | 9 - 28 | Fiyi | Rugby Park, Hamilton |  |

| 26 de mayo de 1998 | Fiyi | 51 - 26 | Escocia | National Stadium, Suva |  |

| 28 de agosto de 1999 | Italia | 32 - 50 | Fiyi | Stadio Tommaso Fattori, L'Aquila |  |

| 15 de julio de 2000 | Fiyi | 43 - 9 | Italia | Churchill Park, Lautoka |  |

| 17 de julio de 2006 | Fiyi | 29 - 18 | Italia | Churchill Park, Lautoka |  |

| 29 de septiembre de 2007 | Gales | 34 - 38 | Fiyi | Stade de la Beaujoire, Nantes |  |

| 7 de junio de 2014 | Fiyi | 25 - 14 | Italia | National Stadium, Suva |  |

| 17 de junio de 2017 | Fiyi | 22 - 19 | Italia | National Stadium, Suva |  |

| 24 de junio de 2017 | Fiyi | 27 - 22 | Escocia | National Stadium, Suva |  |

| 24 de noviembre de 2018 | Francia | 14 - 21 | Fiyi | Stade de France, Saint-Denis |  |

| 26 de agosto de 2023 | Inglaterra | 22 - 30 | Fiyi | Twickenham Stadium, Londres |  |

| 17 de septiembre de 2023 | Australia | 15 - 22 | Fiyi | Estadio Geoffroy-Guichard, Saint-Étienne |  |

| 10 de noviembre de 2024 | Gales | 19 - 24 | Fiyi | Millennium Stadium, Cardiff |  |

| 12 de julio de 2025 | Fiyi | 29 - 14 | Escocia | National Stadium, Suva |  |

## Selección actual
El 8 de agosto de 2023, Simon Raiwalui anunció los 33 jugadores para el equipo de la Copa Mundial de Rugby de 2023.
| Nombre                  | Posición       | Fecha de nacimiento      | Encuentros | Club                  |
| ----------------------- | -------------- | ------------------------ | ---------- | --------------------- |
| Tevita Ikanivere        | hooker         | 6 de septiembre de 1999  | 8          | Fijian Drua           |
| Sam Matavesi            | hooker         | 13 de enero de 1992      | 26         | Northampton Saints    |
| Zuriel Togiatama        | hooker         | 3 de febrero de 1999     | 3          | Fijian Drua           |
| Mesake Doge             | pilar          | 1 de abril de 1993       | 10         | Fijian Drua           |
| Jone Koroiduadua        | pilar          | 27 de febrero de 1997    | 2          | Fijian Drua           |
| Eroni Mawi              | pilar          | 2 de junio de 1996       | 25         | Saracens              |
| Peni Ravai              | pilar          | 16 de junio de 1990      | 11         | Queensland Reds       |
| Luke Tagi               | pilar          | 23 de junio de 1997      | 2          | Aviron Bayonnais      |
| Samu Tawake             | pilar          | 11 de septiembre de 1996 | 2          | Fijian Drua           |
| Te Ahiwaru Cirikidaveta | segunda línea  | 12 de abril de 1998      | 5          | Fijian Drua           |
| Temo Mayanavanua        | segunda línea  | 9 de noviembre de 1997   | 11         | Northampton Saints    |
| Isoa Nasilasila         | segunda línea  | 13 de septiembre de 1999 | 7          | Fijian Drua           |
| Lekima Tagitagivalu     | segunda línea  | 4 de diciembre de 1995   | 3          | Section Paloise       |
| Levani Botia            | ala            | 14 de marzo de 1989      | 14         | Stade Rochelais       |
| Viliame Mata            | ala            | 22 de octubre de 1991    | 26         | Edinburgh             |
| Meli Derenalagi         | ala            | 26 de noviembre de 1998  | 3          | Fijian Drua           |
| Vilive Miramira         | ala            | 21 de marzo de 1999      | 1          | Fijian Drua           |
| Albert Tuisue           | ala            | 6 de junio de 1993       | 19         | Gloucester Rugby      |
| Frank Lomani            | medio scrum    | 18 de abril de 1996      | 26         | Fijian Drua           |
| Ratu Peni Matawalu      | medio scrum    | 8 de julio de 1997       | 5          | Fijian Drua           |
| Simione Kuruvoli        | medio scrum    | 2 de enero de 1999       | 7          | Fijian Drua           |
| Teti Tela               | medio apertura | 7 de marzo de 1991       | 6          | Fijian Drua           |
| Vilimoni Botitu         | centro         | 15 de junio de 1998      | 8          | Castres Olympique     |
| Sireli Maqala           | centro         | 21 de marzo de 2000      | 4          | Aviron Bayonnais      |
| Semi Radradra           | centro         | 13 de julio de 1992      | 15         | Lyon Olympique        |
| Iosefo Masi             | centro         | 9 de mayo de 1998        | 2          | Fijian Drua           |
| Waisea Nayacalevu (c.)  | centro         | 26 de junio de 1990      | 39         | Rugby Club Toulonnais |
| Josua Tuisova           | centro         | 4 de febrero de 1994     | 19         | Racing 92             |
| Vinaya Habosi           | wing           | 30 de enero de 2000      | 59         | Racing 92             |
| Kalaveti Ravouvou       | wing           | 6 de junio de 1998       | 6          | Bristol Bears         |
| Selestino Ravutaumada   | wing           | 17 de enero de 2000      | 4          | Fijian Drua           |
| Jiuta Wainiqolo         | Wing           | 10 de marzo de 1999      | 4          | Rugby Club Toulonnais |
| Ilaisa Droasese         | zaguero        | 13 de septiembre de 1999 | 4          | Fijian Drua           |

## Palmarés
- Pacific Nations Cup (7): 2013, 2015, 2016, 2017, 2018, 2023, 2024
- Tres Naciones del Pacífico 4 (7*): 1983*, 1984*, 1985*, 1987, 1988*, 1994*, 1995*, 1996*, 1998, 2002, 2004[4]

* Torneos compartidos.
- Pacific Rim Championship (1): 2001
- Juegos del Pacífico (3): 1963, 1969, 1983
- Killik Cup (1): 2019

## Participación en copas
| - Nueva Zelanda 1987: cuartos de final - Inglaterra 1991: primera fase - Sudáfrica 1995: no clasificó - Gales 1999: octavos de final - Australia 2003: primera fase - Francia 2007: cuartos de final - Nueva Zelanda 2011: primera fase - Inglaterra 2015: primera fase - Japón 2019: primera fase - Francia 2023: cuartos de final - Australia 2027: Clasificado - Pacific Rim 1999: 4.º puesto - Pacific Rim 2000: 2.º puesto - Pacific Rim 2001: Campeón - Torneo de L'Aquila 1999: Campeón invicto - Autumn Nations Cup 2020: 7.º puesto | - Pacific Nations Cup 2006: 3.º puesto - Pacific Nations Cup 2007: 4.º puesto - Pacific Nations Cup 2008: 4.º puesto - Pacific Nations Cup 2009: 2.º puesto - Pacific Nations Cup 2010: 2.º puesto - Pacific Nations Cup 2011: 4.º puesto (último) - Pacific Nations Cup 2012: 2.º puesto - Pacific Nations Cup 2013: Campeón - Pacific Nations Cup 2014: 2.º puesto (GIP) - Pacific Nations Cup 2015: Campeón invicto - Pacific Nations Cup 2016: Campeón invicto - Pacific Nations Cup 2017: Campeón invicto - Pacific Nations Cup 2018: Campeón invicto - Pacific Nations Cup 2019: 2.º puesto - Pacific Nations Cup 2022: 3.º puesto - Pacific Nations Cup 2023: Campeón invicto - Pacific Nations Cup 2024: Campeón invicto - Pacific Nations Cup 2025: A disputarse |